# Amministratori della Comédie-Française
Questa pagina elenca gli amministratori della Comédie-Française dal 1799, data dell'unione del Théâtre de la Nation e del Théâtre de la République.
| Inizio del mandato | Fine del mandato    | Amministratori                                   | Titolo e note                                                                                |
| 7 febbraio 1799    | giugno 1806         | Jean-Francois-René Mahérault (1764-1833)         | commissario del governo presso il Théâtre de la République                                   |
| giugno 1806        | giugno 1806         | Nicolas Bernard                                  | commissario imperiale provvisorio durante la malattia di Mahérault                           |
| giugno 1806        | 3 febbraio 1813     | Jean-François-René Mahérault                     | commissario imperiale                                                                        |
| 3 febbraio 1813    | 11 giugno 1814      | Nicolas Bernard                                  | commissario imperiale                                                                        |
| 24 marzo 1815      | 28 giugno 1815      | Nicolas Bernard                                  | commissario imperiale durante i Cento Giorni                                                 |
| 1821               | 9 luglio 1825       | François Chéron (1764-1829)                      | commissario del governo                                                                      |
| 9 luglio 1825      | 27 luglio 1830      | Isidore-Justin-Séverin, Baron Taylor (1789-1879) | commissario regio presso il Théâtre-Français fino a Trois Glorieuses (Rivoluzione di luglio) |
| 11 luglio 1827     | luglio 1830         | Hyacinthe Albertin (morto nel 1840)              | commissario regio ad interim                                                                 |
| 24 settembre 1830  | 5 aprile 1831       | Édouard-Joseph-Ennemond Mazères (1796-1886)      | commissario regio provvisorio                                                                |
| 6 aprile 1831      | 17 ottobre 1838     | Isidore-Justin-Séverin, baron Taylor             | commissario regio                                                                            |
| 8 giugno 1833      | 31 luglio 1837      | Armand-François Jouslin de La Salle (1797-1863)  | direttore-responsabile                                                                       |
| 28 gennaio 1837    | 17 ottobre 1838     | Hygin-Auguste, detto Edmond Cave (1794-1852)     | commissario regio ad interim                                                                 |
| 1º marzo 1837      | 8 marzo 1840        | Alexandre-Louis Poulet, detto Vedel (1783-1873)  | direttore-responsabile                                                                       |
| 17 ottobre 1838    | 29 agosto 1847      | François Buloz (1803-1877)                       | commissario regio                                                                            |
| 29 agosto 1847     | 2 marzo 1848        | François Buloz                                   | amministratore                                                                               |
| 2 marzo 1848       | 11 ottobre 1848     | J.Ph. Simon, detto Lockroy (1803-1895)           | commissario provvisorio presso il Théâtre de la République                                   |
| 20 ottobre 1848    | 15 novembre 1849    | Eugène Bazenerye                                 | commissario provvisorio presso il Théâtre de la République                                   |
| 13 ottobre 1848    | 15 novembre 1849    | Sébastien Edmond, detto Sevestre (1799-1852)     | direttore di scena facente funzione d'amministratore                                         |
| 15 novembre 1849   | 27 aprile 1850      | Arsène Housset, detto Houssaye (1815-1896)       | commissario del governo presso il Théâtre-Français                                           |
| 27 aprile 1850     | 29 gennaio 1856     | Arsène Housset, detto Houssaye                   | amministratore del Théâtre de la République, poi del Théâtre-Français (dimissionario)        |
| 30 gennaio 1856    | 21 ottobre 1859     | Adolphe Simonis, detto Empis (1795-1868)         | amministratore generale                                                                      |
| 22 ottobre 1859    | 8 luglio 1871       | Édouard Thierry (1813-1894)                      | amministratore generale                                                                      |
| 8 luglio 1871      | 8 ottobre 1885      | Émile-César-Victor Perrin (1814-1885)            | amministratore generale                                                                      |
| 30 maggio 1885     | 20 ottobre 1885     | Albert Kaempfen (1826-1907)                      | amministratore provvisorio                                                                   |
| 20 ottobre 1885    | 23 dicembre 1913    | Jules Claretie (1840-1913)                       | amministratore generale                                                                      |
| 1º gennaio 1914    | 30 novembre 1915    | Albert Carré (1825-1938)                         | amministratore generale                                                                      |
| 2 dicembre 1915    | 15 ottobre 1918     | Émile Fabre (1869-1955)                          | amministratore generale «per la durata della guerra»                                         |
| 15 ottobre 1918    | 15 ottobre 1936     | Émile Fabre                                      | amministratore generale                                                                      |
| 3 febbraio 1934    | 3 febbraio 1934     | Georges-Paul-Maurice Thome                       | amministratore generale (non assume le sue funzioni)                                         |
| 15 ottobre 1936    | 27 dicembre 1940    | Édouard Bourdet (1887-1945)                      | amministratore generale                                                                      |
| 15 maggio 1940     | 27 dicembre 1940    | Jacques Copeau (1879-1949)                       | amministratore generale ad interim                                                           |
| 27 dicembre 1940   | 7 gennaio 1941      | Jacques Copeau                                   | amministratore generale (dimissionario)                                                      |
| 13 gennaio 1941    | 7 marzo 1941        | Léon Lamblin                                     | commissario del governo                                                                      |
| 4 marzo 1941       | 23 marzo 1944       | Jean-Louis Vaudoyer (1883-1963)                  | amministratore generale (dimissionario)                                                      |
| 24 marzo 1944      | 28 luglio 1944      | André Brunot (1879-1973)                         | amministratore generale provvisorio                                                          |
| luglio 1944        | luglio 1944         | Jean Sarment (1897-1976)                         | amministratore generale (non assume le sue funzioni)                                         |
| 1º settembre 1944  | 1º luglio 1945      | Pierre Dux (1908-1990)                           | amministratore generale (dimissionario)                                                      |
| 1º luglio 1945     | inizio ottobre 1945 | Joseph Denis, detto Denis d'Inès (1885-1968)     | amministratore generale ad interim                                                           |
| ottobre 1945       | 6 aprile 1946       | André Obey (1892-1975)                           | amministratore generale provvisorio                                                          |
| 6 aprile 1946      | 5 febbraio 1947     | André Obey                                       | amministratore generale (dimissionario)                                                      |
| 5 aprile 1947      | 5 aprile 1953       | Pierre-Aimé Touchard (1903-1987)                 | amministratore generale                                                                      |
| 5 aprile 1953      | 5 aprile 1959       | Pierre Descaves (1896-1966)                      | amministratore generale                                                                      |
| 20 aprile 1959     | 30 gennaio 1960     | Claude Bréart de Boisanger (1899-1999)           | amministratore generale                                                                      |
| 1º giugno 1960     | 31 luglio 1970      | Maurice Escande (1892-1973)                      | amministratore generale                                                                      |
| 1º agosto 1970     | 31 luglio 1979      | Pierre Dux                                       | amministratore generale                                                                      |
| 1º settembre 1979  | 31 luglio 1983      | Jacques Toja (1929-1996)                         | amministratore generale                                                                      |
| 1º agosto 1983     | 31 luglio 1986      | Jean-Pierre Vincent                              | amministratore generale                                                                      |
| 1º agosto 1986     | marzo 1988          | Jean Le Poulain (1924-1988)                      | amministratore generale                                                                      |
| 1º aprile 1988     | 15 giugno 1988      | Claude Winter                                    | decano che esercita ad interim                                                               |
| 15 giugno 1988     | 30 aprile 1990      | Antoine Vitez (1930-1990)                        | amministratore generale                                                                      |
| 1º maggio 1990     | 5 luglio 1990       | Catherine Samie                                  | decano che esercita ad interim                                                               |
| 15 luglio 1990     | 5 agosto 1993       | Jacques Lassalle                                 | amministratore generale                                                                      |
| 5 agosto 1993      | 3 agosto 2001       | Jean-Pierre Miquel                               | amministratore generale                                                                      |
| 4 agosto 2001      | 3 agosto 2006       | Marcel Bozonnet                                  | amministratore generale                                                                      |
| 4 agosto 2006      | 3 agosto 2014       | Muriel Mayette                                   | amministratrice generale                                                                     |
| 4 agosto 2014      | 3 agosto 2025       | Éric Ruf                                         | amministratore generale                                                                      |
| 4 agosto 2025      | in corso            | Clément Hervieu-Léger                            | amministratore generale                                                                      |